# Mauro Fiore
Mauro Fiore (* 1964 in Marzi, Provinz Cosenza) ist ein italienisch-amerikanischer Kameramann und Oscar-Preisträger.

## Leben
Mauro Fiore wurde in Kalabrien geboren, zog aber bereits als Kind 1971 mit seiner Familie in die Vereinigten Staaten. Er studierte Kamera am Columbia College in Chicago und schloss das Studium 1987 mit einem B.A. ab. Anschließend reiste er durch Europa, folgte aber dann seinem Freund und Studienkollegen Janusz Kamiński nach Hollywood. Kamiński setzte zu dieser Zeit seine Ausbildung am AFI Conservatory des American Film Institute fort und arbeitete parallel in den nahegelegenen Studios von Roger Cormans Concorde Pictures in Venice. Kamiński war dort zunächst als Oberbeleuchter (Gaffer) tätig, der spätere Kamera-Oscar-Gewinner Wally Pfister (ebenfalls AFI-Student) als Beleuchter und bald als Second-Unit-Kameramann. Mauro Fiore kam dazu und arbeitete als Key Grip für Kameramänner wie Levie Isaacks und Phedon Papamichael. Als Kamiński zum Director of Photography (DoP) aufstieg, wirkte Fiore als sein Oberbeleuchter und Camera Operator. Im Jahr 1993 machte Steven Spielberg Kamiński zu seinem neuen ständigen DoP. Fiore folgte Kamiński und arbeitete bei mehreren Spielberg-Kamiński-Produktionen als Oberbeleuchter (Schindlers Liste, 1993) bzw. Second-Unit-Kameramann (Jurassic Park 2 und Amistad, beide 1997). Zusätzliche Erfahrung als Second-Unit-Kameramann sammelte er unter DoP John Schwartzman bei den Michael-Bay-Projekten The Rock (1996) und Armageddon (1998).
Seit 1995 arbeitet Fiore als Director of Photography. Nach einigen kleineren Produktionen kam auch hier sein Durchbruch, nachdem ihn Janusz Kamiński (mittlerweile mit einem Kamera-Oscar ausgezeichnet) bei seinem Regiedebüt Lost Souls (gedreht 1998) als DoP engagierte. In Folge drehte Fioret mit Regisseuren wie Renny Harlin und Michael Bay an hoch budgetierten Hollywoodproduktionen. Mehrfach stand er für Antoine Fuqua (u. a. bei Training Day, Tears of the Sun und der Pirelli-Werbung The Call) und Joe Carnahan (zunächst beim BMW-Z4-Werbefilm Ticker und dem Serienpilotfilm Faceless, dann bei Smokin’ Aces und The A-Team) hinter der Kamera.
Fiores bisher technisch anspruchsvollste Aufgabe war die Live-Action-Kameraarbeit für James Camerons Avatar. Fiore drehte die Live-Action-Sequenzen von Oktober 2007 bis Februar 2008 im Studio in Wellington in Neuseeland. Zu Beginn von Fiores Arbeit hatte Cameron bereits sechs Monate lang die Performance-Capture- und Facial-Capture-Sequenzen in Playa Vista, Kalifornien fertiggestellt; die von Fiore gedrehten Studioaufnahmen machten am Ende geschätzte 30 % des Films aus. Der Film wurde mit dem von Vince Pace entwickelten Pace Fusion 3D-Kamerasystem aufgenommen und war damit (nach dem auf DigiBeta gedrehten The Center of the World und dem teilweise digital produzierten The Kingdom) sowohl Fiores erstes vollständig digital gedrehtes Großprojekt als auch seine erste Arbeit in 3-D. Für Avatar erhielt Fiore 2010 den Oscar und den BFCA Award für die beste Kamera und wurde zudem für den BAFTA Award und den ASC Award nominiert.
Im Jahr 2000 heiratete Mauro Fiore die Kostümbildnerin Christine Vollmer. Sie haben zusammen drei Kinder.

## Filmografie
- 1995: Jagd in der grünen Hölle (Dominion) – Regie: Michael Kehoe
- 1995: Soldier Boyz – Regie: Louis Morneau
- 1996: Dangerous Hell (An Occasional Hell) – Regie: Salomé Breziner
- 1997: Breaking Up – Regie: Robert Greenwald
- 1997–1998: Tracey Takes On… (TV) – Regie: Thomas Schlamme, Michael Lange, Michael McKean, Don Scardino
- 1998: Love from Ground Zero – Regie: Stephen Grynberg
- 1998: Der beste Vater der Welt (Billboard Dad) – Regie: Alan Metter
- 2000: Lost Souls – Verlorene Seelen (Lost Souls) – Regie: Janusz Kamiński
- 2000: Get Carter – Die Wahrheit tut weh (Get Carter) – Regie: Stephen Kay
- 2001: Driven – Regie: Renny Harlin
- 2001: Macht der Begierde (The Center of the World) – Regie: Wayne Wang
- 2001: Training Day – Regie: Antoine Fuqua
- 2002: Highway – Regie: James Cox
- 2002: The Hire: Ticker (Werbefilm) – Regie: Joe Carnahan
- 2003: Tränen der Sonne (Tears of the Sun) – Regie: Antoine Fuqua
- 2005: Die Insel (The Island) – Regie: Michael Bay
- 2006: Faceless (TV) – Regie: Joe Carnahan
- 2006: The Call (Werbefilm) – Regie: Antoine Fuqua
- 2006: Smokin’ Aces – Regie: Joe Carnahan
- 2007: Operation: Kingdom (The Kingdom) – Regie: Peter Berg
- 2009: Avatar – Aufbruch nach Pandora (Avatar) – Regie: James Cameron
- 2010: Das A-Team – Der Film (The A-Team) – Regie: Joe Carnahan
- 2011: Real Steel – Regie: Shawn Levy
- 2013: Runner Runner – Regie: Brad Furman
- 2014: The Equalizer – Regie: Antoine Fuqua
- 2015: Southpaw – Regie: Antoine Fuqua
- 2016: Die glorreichen Sieben (The Magnificent Seven) – Regie: Antoine Fuqua
- 2019: X-Men: Dark Phoenix (Dark Phoenix) – Regie: Simon Kinberg
- 2021: Infinite – Lebe unendlich (Infinite)
- 2021: Spider-Man: No Way Home – Regie: Jon Watts
- 2023: A Good Person
- 2024: Madame Web – Regie: S. J. Clarkson
- 2024: The Killer – Regie:  John Woo